# Nautilidae
Nautilidae Blainville, 1825 è una famiglia  di molluschi cefalopodi di ambiente marino la cui documentazione fossile risale fino al Cambriano inferiore.
Nei sedimenti del Paleozoico e del Mesozoico, lo sviluppo dei Nautilidae si accentua rispetto alle ere precedenti.  Nel Pleistocene inferiore, le specie di Nautilius avevano tratti già simili alle specie moderne; ad esempio è stato rinvenuto nelle Filippine un fossile di Nautilus pompilius di quell'epoca del Pleistocene con una struttura della conchiglia che presentava solo minori differenze morfologiche dagli esemplari moderni.
Il genere Allonautilus, a lungo confuso con i Nautilus, si sarebbe evoluto da questi ultimi nel Mesozoico.
Il genere fossile Cymatoceras era molto diffuso nel Cretaceo in tutti gli oceani del pianeta ed aveva una morfologia simile ai moderni Nautilus. Si estinse 65 milioni di anni fa.

## Tassonomia
La familia Nautilidae include due generi viventi e un genere estinto:
- Allonautilus Ward & Saunders, 1997
- † Cymatoceras Hyatt, 1884
- Nautilus Linnaeus, 1758